# 石家庄地区
石家庄地区（1967年前称石家庄专区），是中华人民共和国河北省1949年－1993年曾经存在过的地级行政区。1949年8月设立，时称石门专区。1949年9月-1960年3月，1961年5月-1967年11月称石家庄专区（1960.3-1961.5一度撤销），1967年11月-1993年6月称石家庄地区，1993年6月撤销，与原省辖市石家庄市合并为新的石家庄市。

## 石家庄专区时期（1949年-1960年）

### 1949年8月-1952年11月
1949年8月1日，河北省人民政府成立，石家庄市成为河北省省辖市(1949.8-1958.4）。1949年8月10日，石门区行政督察专员公署在正定县城正式成立，为省政府的派出机关。原察哈尔省建屏专署6个县，冀中第11专署5个县1个镇和太行邢台专署3个县归其领导。当时全区人口279.8万余人。同年9月28日改称“石家庄区行政督察专员公署”，1949年11月，专署迁驻石家庄市。1950年9月9日改称“河北省人民政府石家庄专员公署”，简称石家庄专区。专员公署驻石家庄市。石家庄专区初设辖14县1镇，即：正定、平山、灵寿、井陉、建屏、获鹿、晋县、藁城、栾城、赵县、束鹿、元氏、赞皇、高邑及辛集镇（1954年辛集镇划归束鹿县）。
1950年3月，华北行政委员会决定，将井陉县第8区31个村庄划归石家庄市，建立了井陉矿区。

### 1952年11月-1954年6月
1952年11月7日 华北行政委员会决定，撤销衡水专区，将其所属衡水、深县、武强、武邑、枣强、冀县等6县划归石家庄专区。此时专区辖20县。

### 1954年6月-1958年3月
1954年6月18日 政务院决定，撤销定县专区，将其所辖的行唐、新乐、无极、深泽、安平、饶阳划归石家庄专区。石家庄专区所辖的武强县划归沧县专区。这时，石家庄专区辖25县，123个区，1759个乡，人口5481049人。1955年6月13日，河北省人民政府石家庄专员公署改为“河北省石家庄专员公署”。

### 1958年行政区划大调整-1960年5月
1958年年3月 国务院决定，将石家庄专区的饶阳县划归沧县专区（沧州专区），同年4月18日，河北省人民代表大会第七次会议决定，邯郸专区和邢台专区合并，原属邢台专区辖的宁晋、新河两县划归石家庄专区，并将石家庄市改为石家庄专区辖市。此时专区辖26县、1市。石家庄市成为专区（地区）辖市（1958年-1960年，1961年-1978年）
1958年5月29日 国务院决定，将高邑县和元氏县合并为高元县，同年7月17日，河北省人民委员会决定，撤销石家庄市矿区，归属井陉县。此时专区辖25县1市。
1958年11月4日 经国务院批准，将武邑、枣强、冀县、衡水4县合并为衡水县；安平、深县2县合并为深县；晋县、深泽、束鹿3县合并为束鹿县；无极、栾城、蒿城3县合并为藁城县；新河、赵县、宁晋3县合并为宁晋县；建屏、平山2县合并为平山县；高邑、元氏、赞皇3县合并为元氏县。灵寿、正定2县合并为正定县；行唐、新乐2县合并为新乐县；井陉、获鹿2县合并划入石家庄市，经过行政区划调整，石家庄专区共辖石家庄市1市和衡水、深县、束鹿、藁城、宁晋、平山、元氏、正定、新乐9县，同年11月5日开始按照新建制进行工作。1959年1月24日，撤销井陉县，按照原获鹿县、井陉县的区划，分别建立石家庄市获鹿区、井陉区，划归石家庄市领导。
石家庄市民政局 编《石家庄市行政区划》记载1958年11月29日，石家庄专区原有25个县1市改为9县1市。

## 第一次地市合并（专市合并）（1960年3月-1961年5月）
1960年2月29日，中共河北省委指示，石家庄专区与石家庄市合并为石家庄市，3月1日，合并后的石家庄市开始正式办公。1960年5月3日 国务院批准撤销石家庄专区，改为石家庄市。第一次地市合并。1960年，饶阳县在经历多次建制归属改变后复归石家庄专区及专市合并期间的石家庄市管辖（饶阳县1958年先后隶属沧县专区和天津市)。1960年3月8日，井陉区与获鹿区合并为井陉县，仍归石家庄市管辖。此时，石家庄市为省辖市（1960-1961），下辖10县、3区（长安区、桥东区、桥西区）。

## 石家庄专区时期（恢复）（1961年-1967年）
1961年4月28日，石家庄专、市开始分设，恢复后的河北省石家庄专员公署辖13个县和1市（石家庄市），石家庄市再度归属石家庄专区管辖。石家庄市人民委员会管辖石家庄市内3个区和井陉矿区，获鹿从石家庄市桥西区划出，再度与井陉县合并为井陉县。1961年5月1日，中共河北省委批准，石家庄专、市正式再次分设，即日按新建制办公。同月，国务院批准恢复石家庄专区建制。同年7月9日至1962年3月27日，先后恢复了合并大县以前原部分县的建制。这一时期，石家庄专区辖石家庄市1市和正定、新乐、行唐、灵寿、平山、井陉、获鹿、高邑、元氏、赞皇、赵县、栾城、束鹿、晋县、藁城、无极、深泽、衡水、深县、武强、武邑、安平、饶阳、冀县、枣强25个县。（1963年3月，井陉县与获鹿县分置）

### 1962年6月-1967年11月
1962年6月27日 国务院批准设立衡水专区，将石家庄专区所辖的衡水、冀县、深县、武强、武邑、枣强、安平、饶阳8县划归衡水专区。此后石家庄专区辖石家庄市1市和17个县，共449个公社，4894076人，石家庄地区（专区）（及现今石家庄市）的辖县数量和辖区范围基本稳定。

## 石家庄地区时期（1967年-1993年）

### 1967年11月-1978年3月
“文化大革命”初期，专署机关瘫痪，1967年2月5日被"造反派"非法夺权。1967年11月21日 石家庄地区革命委员会成立，专区改称地区。石家庄地区辖石家庄市1市和正定、新乐、行唐、灵寿、平山、井陉、获鹿、高邑、元氏、赞皇、赵县、栾城、束鹿、晋县、藁城、无极、深泽17个县。

### 1978年3月-1984年1月
1978年3月11日，根据中共河北省委冀发【1978】13号文件，石家庄市划为河北省直辖市（省辖市）。此时石家庄地区专辖正定、新乐、行唐、灵寿、平山、井陉、获鹿、高邑、元氏、赞皇、赵县、栾城、束鹿、晋县、藁城、无极、深泽17个县。
1978年7月 石家庄地区革命委员会撤销，成立河北省石家庄地区行政公署。

### 1984年1月-1986年5月
1984年1月1日 石家庄地区所辖井陉、获鹿2县划归石家庄市。石家庄市开始辖县，石家庄地区仍管15个县。
1986年3月13日 撤销束鹿县，设立县级辛集市，以原来束鹿县的行政区域为辛集市的行政区域。

### 1986年5月-1993年6月
1986年5月1日 石家庄地区所辖正定、栾城2县划归石家庄市，石家庄市辖4县。石家庄地区辖新乐、行唐、灵寿、平山、高邑、元氏、赞皇、赵县、辛集、晋县、藁城、无极、深泽共13个县级行政单位，此行政区划一直维持到1993年6月地市合并时为止。
1989年5月 撤销藁城县，设立县级藁城市，辖区不变。
1991年11月 撤销晋县，设立县级晋州市，辖区不变。
1992年9月 撤销新乐县，设立县级新乐市，辖区不变。

## 第二次地市合并 石家庄地区结束（1993年）
1993年6月，经中华人民共和国国务院批准，石家庄地区与石家庄市合并，称“石家庄市”。当时石家庄市下辖长安区、桥东区、桥西区、新华区、郊区、矿区等6个行政区；新乐市、晋州市、辛集市、藁城市等4个县级市；获鹿、正定、行唐、平山、井陉、赞皇、高邑、元氏、赵县、栾城、无极、深泽、灵寿13个县，285个乡，99个镇，43个街道办事处，4487个行政村，面积总计约14077平方公里。